# Повязка

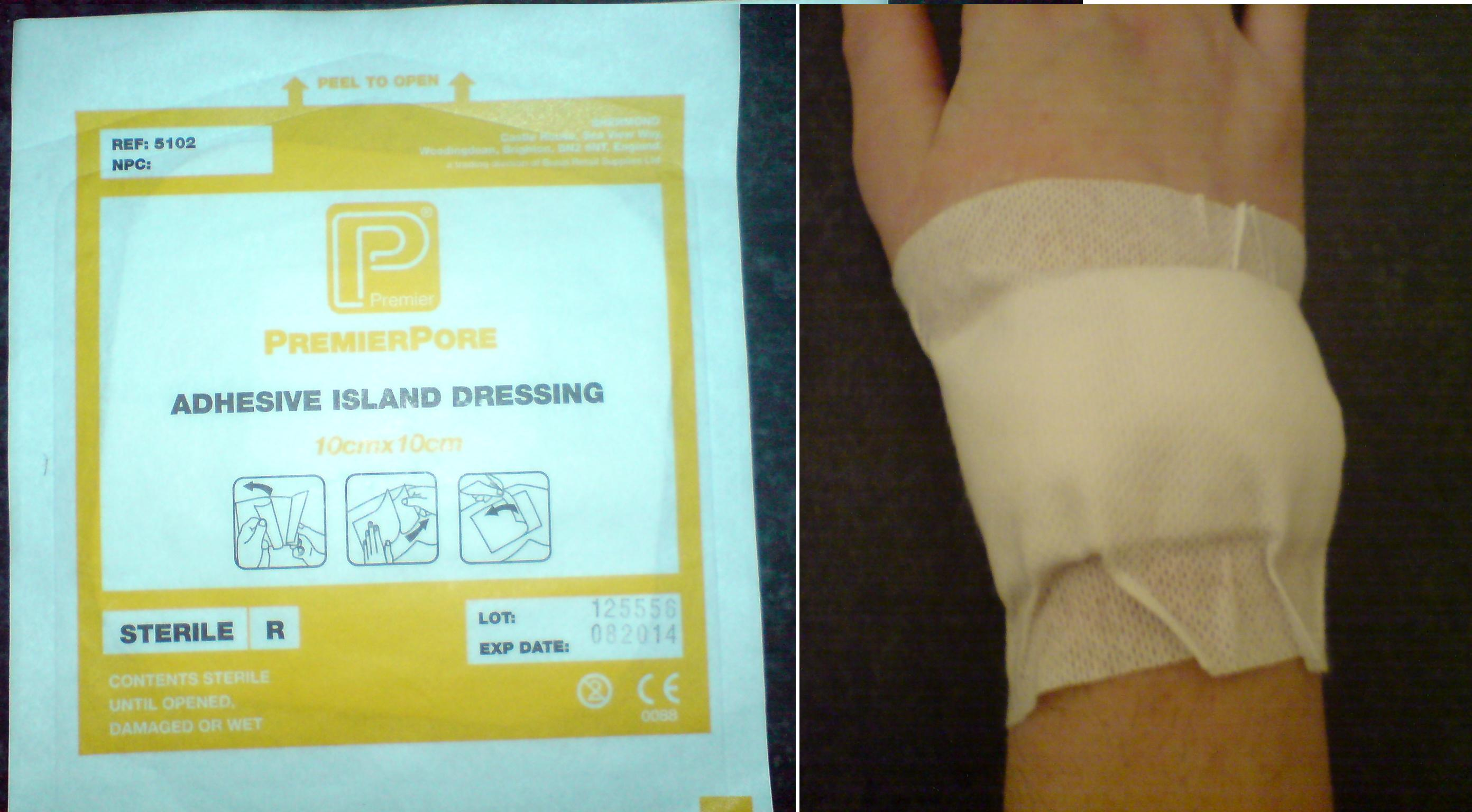
Стерильная повязка в упаковке и на руке

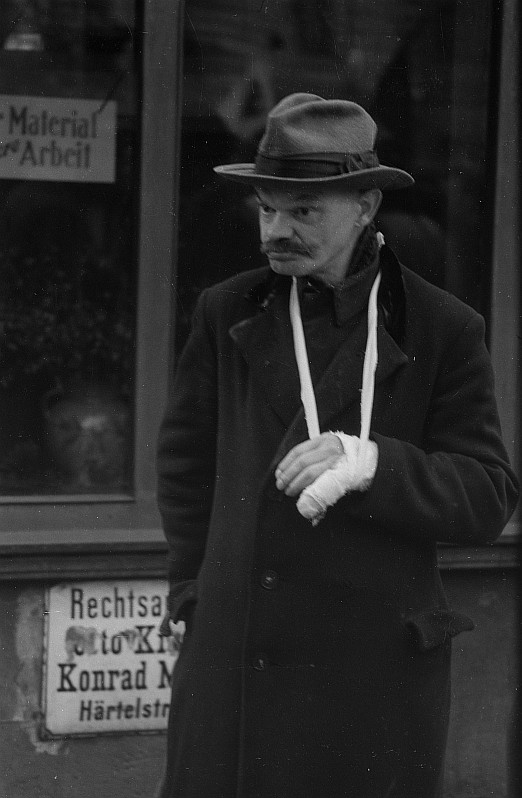
Портрет мужчины с повязкой на пальце, 1900 год

Повязка — мягкое или жёсткое приспособление, закрепляющее перевязочный материал (иногда содержащий лекарственные или другие вещества) на поверхности тела больного. Изучением повязок, методов их наложения, а также правил лечения ран занимается раздел медицины десмургия.

## Классификация повязок
По предназначению различают:
- защитные (асептические) повязки — для предотвращения инфицирования раны;
- лекарственные повязки (обычно — частично пропитаны лекарством) — для обеспечения продолжительного доступа лекарства к ране;
- гемостатические (давящие) повязки — для остановки кровотечения путём создания постоянного давления на определенную часть тела;
- иммобилизирующие повязки — для обездвиживания конечности, в основном применяются при переломах;
- повязки с вытяжением — для вытяжения костных отломков, например, при переломах берцовой кости;
- корригирующие повязки — для устранения деформаций;
- окклюзионные повязки — для герметизации раны, например, при ранениях грудной клетки, необходимы, чтобы пострадавший мог дышать.

По типу повязки делятся на:
- мягкие — с использованием мягких материалов (вата, бинт, марля и другие),
- твёрдые — с использованием твёрдых материалов называемые шины (шина Крамера и другие),
- отвердевающие — гипсовые повязки.

## Галерея

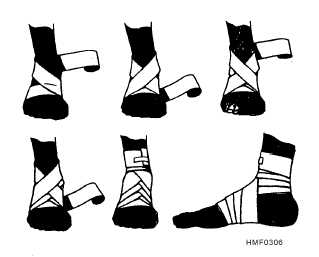
Наложение повязки на голеностоп
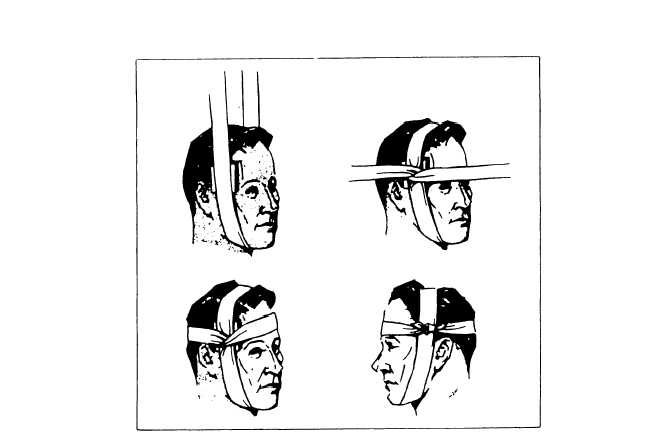
Наложение крестообразной повязки на голову
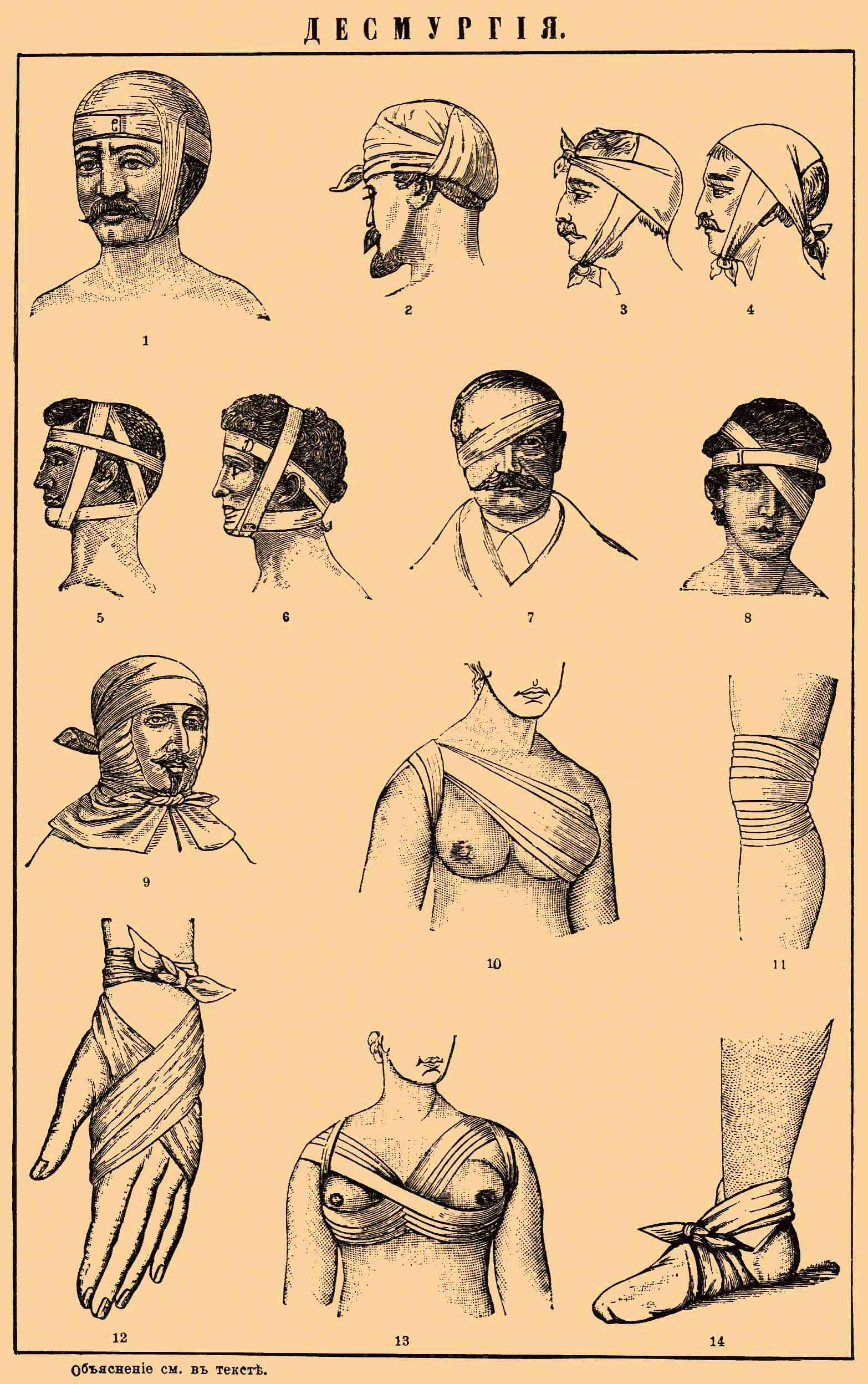
Различные виды повязок